# Rodgerus
Rodgerus of Roger (? - Brugge, 14 januari 1157) was proost van Sint Donaas in Brugge en kanselier van Vlaanderen.

## Levensloop
Na de dramatische gebeurtenissen van de moord op Karel de Goede en de burgeroorlog die er op volgde, was na veel geharrewar Willem Clito (1102-1128) tot nieuwe graaf aangesteld. Er was behoefte aan rust en men mag aannemen dat Rodgerus, over wie verder weinig bekend is, hiervoor zorgde tijdens zijn bijna dertig jaren lange mandaat, waarbij hij zich ook onder de opvolger van Clito, Diederik van de Elzas wist te handhaven.
Een van de aanwijzingen van zijn vredelievende bedoelingen is te lezen in een oorkonde uit 1129 waarbij hij samen met de kanunniken van het kapittel besliste een tiental ha. grond te schenken aan de abdij van Voormezele, die met de opbrengst ervan een jaargetijde zou opdragen voor de zielerust van zijn voorganger Bertulf en van die zijn familieleden.
Rodgerus is de eerste proost over wie zekerheid bestaat dat hij in de Sint-Donaaskerk werd begraven. Het witstenen grafmonument is niet bewaard, maar kanunnik de Molo maakte er in de achttiende eeuw een tekening van. In de inventaris van de grafmonumenten in Brugge door Valentin Vermeersch staat deze zerk als eerste en dus als oudst bekende opgetekend.